# Romain Édouard
Romain Édouard (Poitiers, 28 novembre 1990) è uno scacchista francese.
Ottenne il titolo di Grande maestro nel 2009, all'età di 19 anni.
Ha raggiunto il massimo rating FIDE nel giugno 2014, con 2702 punti Elo, numero 44 al mondo e 4° tra i francesi .

## Collaborazioni
Dal 2010 al 2014 è stato uno dei secondi del già Campione del mondo FIDE Veselin Topalov.

## Principali risultati
- 2006 :  vince il campionato europeo giovanile U16;
- 2007 :  secondo nel campionato del mondo U18;  vince il Grand Prix di Bordeaux; vince il campionato francese a squadre con il Clichy;
- 2008 :  vince gli open di Saragozza e di Bad Wiessee;
- 2010 :  secondo nel Campionato francese di Belfort, dopo un play-off contro Laurent Fressinet.
- 2012 :  primo nel Campionato francese di Pau, a pari merito con Maxime Vachier-Lagrave, Étienne Bacrot e Christian Bauer.